# Jarud Qi (meteoryt)
Jarud Qi – meteoryt kamienny należący do chondrytów oliwinowo-hiperstenowych L 5, który znaleziono w 2000 roku w regionie autonomicznym Mongolia Wewnętrzna, na północy Chin. Główna masa meteorytu w chwili spadku jest nieznana. Dla potrzeb badań pozyskano 452 g masy meteorytowej.